# Progress (Tamanski)
|  | Per a altres significats, vegeu «Progress». |

Progress - Прогресс (rus) és un possiólok del krai de Krasnodar, a Rússia. Es troba a la península de Taman, a la vora occidental del liman Tsokur, a 42 km al sud-oest de Temriük i a 169 km a l'oest de Krasnodar, la capital.
Pertany al municipi de Tamanski.